# Estissac

Estissac este o comună în departamentul Aube din nord-estul Franței. În 1 ianuarie 2022 avea o populație de 1.797 de locuitori.